# Metamorphosis (álbum de Papa Roach)
Metamorphosis es el quinto álbum de estudio del grupo de rock Papa Roach. Fue lanzado al mercado por Interscope el martes 24 de marzo de 2009.
En un principio el álbum iba a  ser titulado Days of War, Nights of Love, que es parte de la letra de la canción "No More Secrets" del anterior álbum de la banda, The Paramour Sessions. Posteriormente, dos canciones del álbum fueron llamadas "Days of War" y "Nights of Love", respectivamente.

## Información del álbum
El 17 de mayo de 2008, Papa Roach realizó una actuación en Nashville donde interpretó dos nuevas canciones, "Hangin On" y "Change Or Die". "Hangin On" se convertiría en "Lifeline" después de que Shaddix decidiera cambiar parte de la letra. Una tercera canción del álbum fue interpretada el 1 de julio en Florida en el Anfiteatro de Cruzan, llamada "I Almost Told You That I Loved You". Fue entonces que el vocalista Jacoby Shaddix anunció la fecha planeada del lanzamiento del álbum para el 26 de agosto. Sin embargo, un tiempo después Shaddix dijo en Pusle Radio que la fecha había sido cambiada al 24 de agosto de 2009.
"Hollywood Whore", el primer sencillo del álbum, estuvo disponible para la descarga como canción y como videoclip en el sitio web oficial del club de fanes de la banda el 25 de noviembre de 2008, antes de ser lanzado en Canadá dos días después. En otras regiones del mundo el sencillo está disponible digitalmente en iTunes.
"Lifeline", el segundo sencillo del álbum, fue lanzado el 27 de enero de 2009 en iTunes en formato digital. Tendría un lanzamiento físico el 10 de febrero, que incluía una versión en directo de "Getting Away With Murder" del DVD Live & Murderous In Chicago.
"I Almost Told You That I Loved You" es el tercer sencillo del disco. Sacaron dos trailers del videoclip el 18 y 27 de mayo de 2009. El sencillo fue puesto a la venta el 1 de junio de 2009. La versión censurada del video fue publicada el 12 de junio y la versión íntegra, el 15 de junio.

## Lista de canciones
| N.º | Título                               | Duración |  |
| 1.  | «Days of War»                        | 1:25     |  |
| 2.  | «Change or Die»                      | 3:19     |  |
| 3.  | «Hollywood Whore»                    | 3:56     |  |
| 4.  | «I Almost Told You That I Loved You» | 3:12     |  |
| 5.  | «Lifeline»                           | 4:18     |  |
| 6.  | «Had Enough»                         | 4:02     |  |
| 7.  | «Live This Down»                     | 3:36     |  |
| 8.  | «March Out of the Darkness»          | 4:22     |  |
| 9.  | «Into the Light»                     | 3:28     |  |
| 10. | «Carry Me»                           | 4:26     |  |
| 11. | «Nights of Love»                     | 5:16     |  |
| 12. | «State of Emergency»                 | 5:00     |  |

### iTunes StoreExclusivo
| N.º | Título                           | Duración |  |
| 13. | «Lifeline» (Live from Crüe Fest) | 4:08     |  |

## Charts
| Chart               | Peak position | Certificación | Ventas   |
| ------------------- | ------------- | ------------- | -------- |
| USA Top 200         | 8             |               | 400,000+ |
| Canadá              | 14            |               |          |
| Suiza               | 21            |               |          |
| Austria             | 12            |               |          |
| Bélgica             | 50            |               |          |
| UK                  | 42            |               |          |
| World Albums Charts | 17            |               | 900,000+ |

## Personal
Papa Roach
- Jacoby Shaddix — vocalista
- Jerry Horton — guitarra principal, coros
- Tobin Esperance — bajo, coros
- Tony Palermo — batería, percusión, coros

Músicos adicionales
- Guitarra en "Into the Light": Mick Mars
- Órgano Hammond en "Nights of Love": James Michael

Producción
- Producido por Jay Baumgardner
- Coproducido por James Michael
- Producción adicional: Marti Frederiksen
- Producción adicional: Mitch Allan
- Mezclado: Mike Shipley
- Masterizado: Ted Jensen
- Engineered: Casey Lewis
- Assistant Engineer: Dave Colvin
- Additional Engineering: "I Almost Told You That I Loved You", "Live This Down", "State of Emergency", "Lifeline", "Nights of Love", "Into the Light" "Change or Die" por James Michael